# ريان تي فوكس
ريان تي فوكس (بالإنجليزية: Ryan T. Fox)‏ هو مجدف أمريكي، ولد في 7 أكتوبر 1986 في إيدجيرتون في الولايات المتحدة.

## وصلات خارجية
- ريان تي فوكس على موقع الاتحاد الدولي للتجديف (الإنجليزية)